# Ferdinandstraße (Mönchengladbach)
Die Ferdinandstraße ist eine Straße im nördlichen Teil der Innenstadt von Mönchengladbach. Sie liegt südlich der Hermann-Piecq-Anlage, die als Bundesstraße 57 klassifiziert ist. Westlich verläuft die Viersener Straße.

## Straßenverlauf
Die Ferdinandstraße zweigt östlich von der Bettrather Straße ab, die ihrerseits kurz zuvor nordöstlich von der Viersener Straße abzweigt, welche aus der Mönchengladbacher Innenstadt über eine Länge von 3,5 Kilometern zur nördlichen Nachbarstadt Viersen verläuft. Die Ferdinandstraße verläuft zunächst rund 120 Meter in nordöstlicher Richtung, bevor sie auf 80 Metern Länge in südöstliche Richtung weiterführt. Außer einem kleinen Geschäft und einer Gaststätte handelt es sich um reine Wohnbebauung. Sie endet an der Parkstraße, die zusammen mit der Hohenzollernstraße eine Querverbindung zwischen der Viersener Straße und der ebenfalls nördlich aus der Stadt herausführenden Bismarckstraße/Kaldenkirchener Straße herstellt.

## Baudenkmäler
Im westlichen Abschnitt der Ferdinandstraße stehen mehrere denkmalgeschützte meist dreistöckige Wohnhäuser, die gegen Ende des 19. Jahrhunderts erbaut wurden, siehe Liste der Baudenkmäler in Mönchengladbach (Denkmäler D–F), darunter mit eigenem Artikel:
- Ferdinandstraße 2
- Ferdinandstraße 4
- Ferdinandstraße 10
- Ferdinandstraße 10a
- Ferdinandstraße 12
- Ferdinandstraße 13
- Ferdinandstraße 14
- Ferdinandstraße 15
- Ferdinandstraße 16

Koordinaten: 51° 11′ 54,1″ N, 6° 25′ 54,8″ O